# Pest
För andra betydelser, se Pest (olika betydelser).
Pest är en infektion orsakad av bakterien Yersinia pestis. Denna isolerades 1894 i Hongkong av den fransk-schweiziske forskaren Alexandre J. E. Yersin (1863–1943) och den japanske forskaren Kitasato Shibasaburō (1856–1931) oberoende av varandra.

## Historia

### "Pest" som historiskt begrepp
I äldre tider kunde man inte lika säkert skilja på olika typer av infektionssjukdomar. Historiska uppgifter om utbrott av "pest" kan därför principiellt avse vilken dödlig infektionssjukdom som helst, som har fått stor spridning och kan därför ej automatiskt antas vara samma sak som den infektionssjukdom som idag kallas pest. Pestdöd var förr ett uttryck för någon som avlidit i en sjukdom, som man antog var sjukdomen "pest" (Yersinia pestis), men som i själva verket kunde ha varit någon annan febersjukdom.
Ett ålderdomligt ord för pest är pestilens.

### Den neolitiska nedgången
Med DNA-studier har ett släktträd upprättats över alla olika peststammar som hittills har hittats. Det visar att de uppstod för 5 800 år sedan, enligt en hypotes först inom den jordbrukande trypilljakulturen i dagens Rumänien, Moldavien och Ukraina. Kulturen byggde Europas första stora städer, men brände ofta ned sina bosättningar och byggde upp nya på andra platser. De försvann för 4 800 år sedan, då Europas första bondekulturer blev kraftigt försvagade i något som är känt som den neolitiska nedgången(en).
År 2018 undersöktes en stengrav med 79 individer i Gökhem utanför Falköping. De hade på relativt kort tid begravts för 4 900 år sedan av en jordbrukskultur. Den visade sig innehålla bevis på Yersinia pestis hos två av individerna. Tidpunkten gör att fyndet har tolkats som att pest kan vara en möjlig orsak till den neolitiska nedgången i Europa, vilket i sin tur banade väg för inflyttning av en annan bondekultur i Europa österifrån.
På stäpperna i nuvarande Ryssland drabbade pesten människor i yamniakulturen för 4 800 år sedan, har DNA-analyser visat. Den pestvågen spreds på bara några hundra år vidare ända till Kina. Enligt Kurganhypotesen började denna grupp vid denna tid plötsligt sprida sig över Europa och Asien. De förde med sig det indoeuropeiska språket och kunskaper som ledde till bronsålderns stora förändringar. Exempelvis byttes 90 procent av befolkningen ut på de brittiska öarna, och den tidigare befolkningen har där knappt lämnat några genetiska spår efter sig. Även i Skandinavien upphör nästan samtliga manliga släktled från tiden innan bronsåldern och saknar idag ättlingar (sonsons son och så vidare). Vissa kvinnliga släktled (dotters dotters dotter) både bland jägar-samlar-kulturer och de tidigare bönderna finns kvar spridda över hela Europas befolkning än idag. Kvinnorna gick i de flesta fall över till den nya bondekulturen vid mötet med det inflyttade folket, ofta innan de nådde Skandinavien.

### Justinianska pesten
På 500-talet e.Kr. graserade den så kallade justinianska pesten i Europa, också kallad den första pestpandemin. Den är först dokumenterad i Egypten och kring Medelhavet, men DNA-belägg visar att den spred sig åtminstone till norra Tyskland.

### Digerdöden

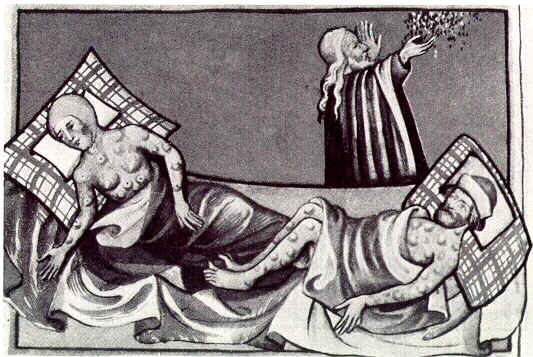
Böldpestsjuka patienter. Ur Toggenburgbibeln från 1411.

Digerdöden 1346–1353 är den inledande och mest intensiva perioden i den andra pestpandemin, som pågick till 1840-talet. Digerdöden är ansvarig för cirka tjugofem miljoner dödsfall i Europa fram till 1665, eller ungefär en tredjedel av befolkningen i Europa. Våren 1350 nådde digerdöden Sverige via Norge, som nåtts året innan.
Pesten i Sverige 1710–1713 var ett senare utbrott då en tredjedel av befolkningen i Sveriges storstäder dog.

### Tredje pestpandemin
Den tredje pestpandemin, 1866 till 1960-talet, hade sitt ursprung i Kina och resulterade där i cirka 2,2 miljoner dödsfall. Pesten spred sig till Indien, där den tog omkring 10 miljoner människors liv. Antibiotiska läkemedel utvecklades på 1940-talet vilket dramatiskt minskade dödstalen från pesten.

### Nyhetsanka 1993–1994
År 1993 inträffade en jordbävning i området runt Osmanabad och Latur på Deccan i Indien. Sverige sände då säd som akut katastrofbistånd via hamnstaden Surat, vilket transporterades vidare till katastrofområdena. En del av säden stals i Surat och såldes lokalt på marknaderna. I den stulna säden hittade man sedan råttor och då det bröt ut pest i området misstänktes råttorna i säden ha smittat de lokala råttstammarna. Lokala läkare angav då att lungpest regelbundet förekommer i Sverige och höll därför det inte för omöjligt, att pesten hade kommit därifrån med hjälpsändningarna.
Hälsovårdsmyndigheterna i Delhi var emellertid tveksamma till smittspridning från Sverige, då området från Bombay (Mumbai) och bort över delstaten Maharashtra, där de berörda områdena ligger, har endemisk pestförekomst. Det hela kom därför att begränsas till en ”nyhetsanka”, som även nådde Sverige.

### Pest på 2000-talet
Pest finns idag framför allt i delar av Asien, Sydamerika, Nordamerika (sydvästra delen) samt i Afrika. Sjukdomen behandlas med olika former av antibiotika, bland annat streptomycin och tetracyklin. Det finns även ett vaccin, dock med begränsad effektivitet. Pest räknas som en allmänfarlig sjukdom enligt Smittskyddslagen. Från 1989 till 2003 rapporterades 38 310 fall och 2 845 dödsfall i 25 länder.

### Pesten spreds inte av råttor
Råttor har tidigare ansetts vara den huvudsakliga spridaren av pest (se digerdöden). Nyare studier visar dock att pesten var luftburen, och spreds människa till människa.  

## Symtom

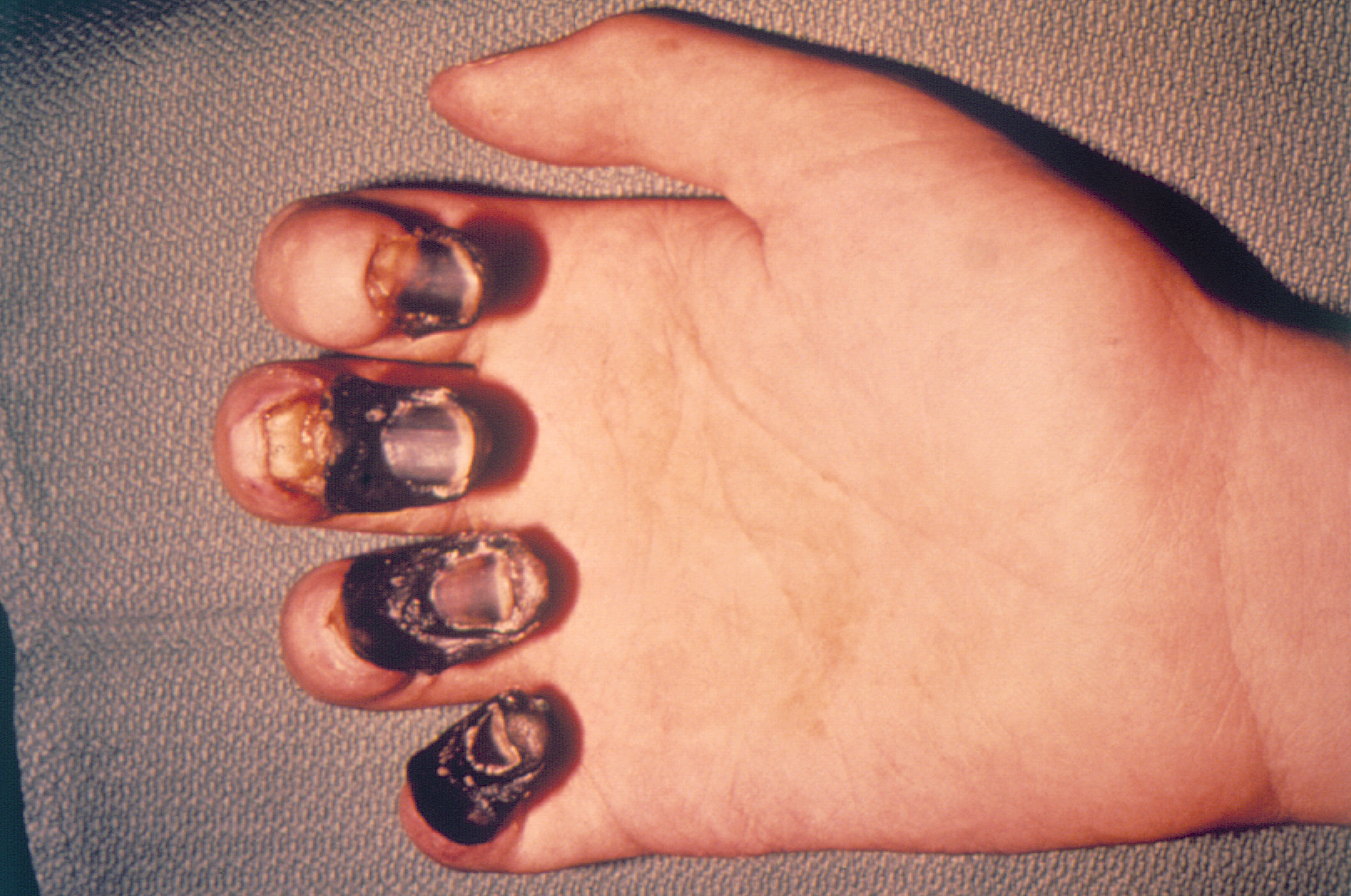
Namnet "svarta döden" kommer av att det bildas mikroskopiska koagulationer i form av blodproppar i blodkärlen. Detta gör att blodcirkulationen i fingrar och tår försämras och till slut upphör. Detta leder till att nekros (lokal vävnadsdöd) uppstår. Obehandlad nekros leder till kallbrand (omfattande vävnadsdöd). Vid lungpest bildas istället kallbrand i lungorna.

Hos människan kan infektionen leda till olika symtom som böldpest, lungpest och blodpest, beroende på vilka organ som infekteras.

### Böldpest

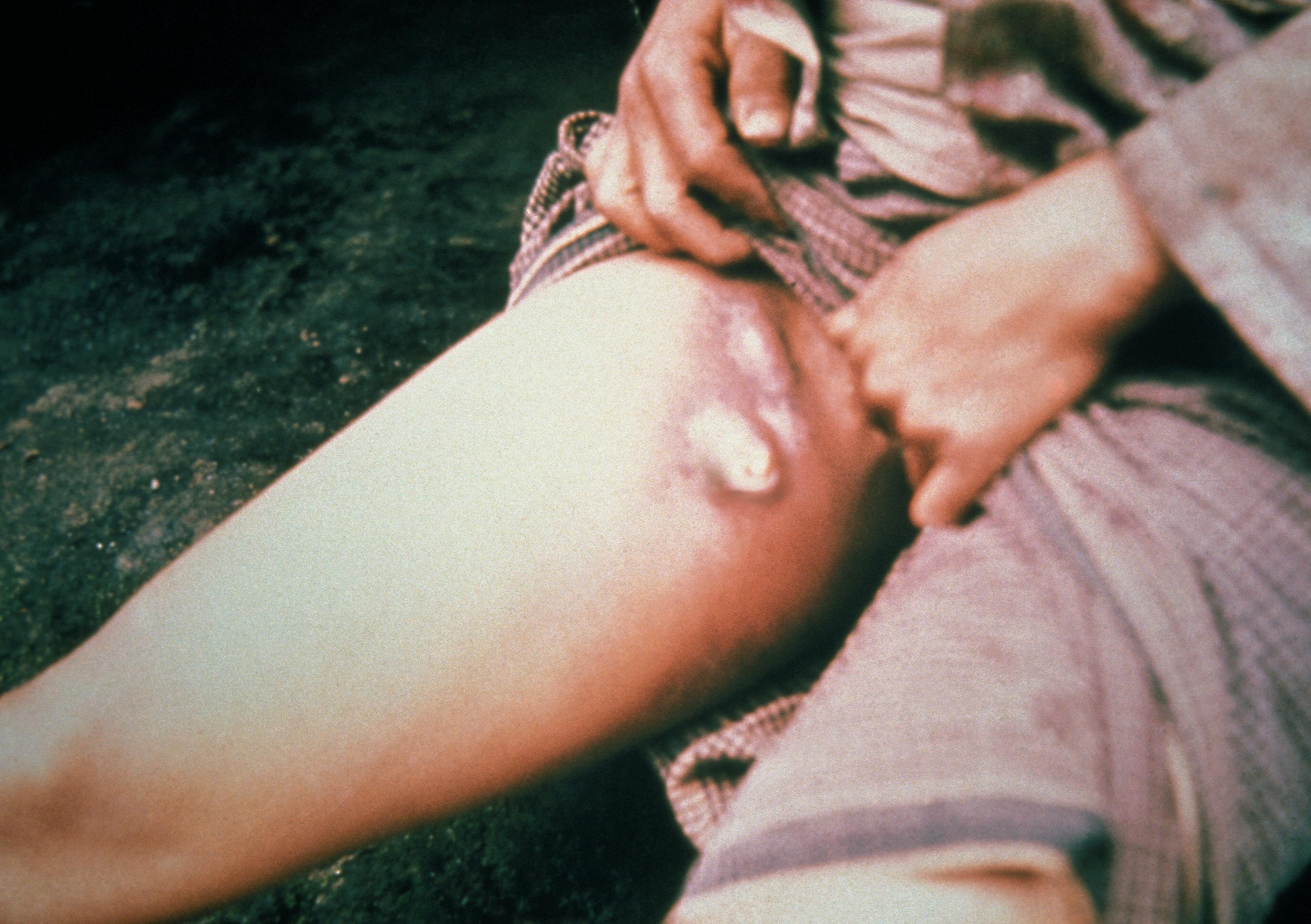
Bölder på en person smittad av böldpest

Efter en inkubationstid på vanligen 3–4 dagar (Källenius–Svenson anger extremvärdet 10 dagar) debuterar böldpest med hög feber, frossa, huvudvärk, kräkningar och ibland diarré. Ångest är också ett vanligt symptom. Dessutom uppträder smärtsamma bölder, buboner, orsakade av inflammationer i lymfkörtlar, oftast i armhålor och ljumskar, men även vid käke och nacke. Lymfkörtlarna inflammeras tidigt, men bubonerna är oftast inte synliga förrän efter 3-4 dagar. Bubonerna kan gå tillbaka av sig själva men drabbas ofta av varig nersmältning.
Obehandlad böldpest har en dödlighet på över 50 procent. 

### Lungpest
Lungpest är en lunginflammation orsakad av pestbakterier. Den kännetecknas av hög feber, hosta, ofta blodig, andnöd med snabb, ökad andning, bröstsmärtor och hög puls. Lungpest sprids via luften, genom de mycket bakterierika upphostningarna. Obehandlad leder denna form nästan alltid till döden.

### Blodpest
Blodpest (även känd som pestseptikemi eller svartpest) är snarast en komplikation till andra former av pest. Den kännetecknas av att blodbanorna invaderas av pestbakterier och en septikemi (blodförgiftning) utvecklas med hög feber, frossa, förvirring och ofta hudblödningar (därav namnet svartpest). Även denna form leder obehandlad nästan alltid till döden.

## Behandling
Tidigt insatt behandling, inom 24 timmar efter symtomdebut är livräddande, då sjukdomen annars har mycket hög dödlighet. Förstahandsmedlet har varit streptomycin, vilket inte alltid kan tillhandahållas i tid och därtill har allvarliga biverkningar. Gentamicin eller Doxycyclin anges som alternativ. Under 2010-talet har andra antibiotika tillkommit inom gruppen fluorokinoloner. Vid massbehandling i förebyggande syfte kan även kloramfenikol användas.

## Skydd och botemedel

### I äldre tider
Från sen medeltid fram till renässansen var det vanligt att läkare bar speciella skyddsdräkter, och kallades pestläkare, eller pestdoktorer. Skyddsdräkten bestod av en vaxad överrock, en mask med inglasade öppningar för ögonen, och en lång “näbb” för mun och näsa, i vilken väldoftande örter låg som skydd mot smittan. Exempel på örter var vitlök, rosenblad och mynta. Även vinäger användes. 
En metod som användes för att skydda sig var att bränna tegelsten för att rena luften. Under 1600-talet ansågs dessutom tobaksrök som skyddande, och därför rökte lik-körarna konstant. Andra metoder handlade om att vara försiktig med beröring. Ett exempel på vidskepelse var försäljningen och bärande av lyckoamuletter. Man kunde även bära en död padda runt halsen. Kyrkan rekommenderade böner.
Kvacksalvare sålde så kallade botemedel mot pesten, som pestvatten (bestående av rosmarin, salvia, örter, vitt vin med mera), enhörningshorn och grodben. Dessutom kunde en sjuk människa lägga hönsfjädrar på bölderna och på så sätt påstods det att man kunde dra ut sjukdomen genom dess vingpenna. Andra metoder var åderlåtning och påläggning av grodor på bölder, samt karantän under en lång tid i försök att få bukt med smittan. 

### Danmark-Norge 1710-13
Det är ovanligt att man kan förhindra smittspridning genom avspärrningar. I Danmark-Norge lyckades man dock åren 1710-13 med delvis mycket drastiska åtgärder.
Myndigheterna förbjöd all handel med områden där pesten fanns och karantänsstationer etablerades. Apotekarna pålades att ha stora läkemedelsförråd. I Kristiania med omgivningar avlivades alla svin, då de ansågs kunna smitta människor.
Den norska gränsen mot Sverige är lång och det var rikliga kontakter över, trots att det var krig. Ett kungligt dekret utfärdades därför i avsikt att förhindra att sjukdomen kom in i Norge. Varje svensk som försökte komma över gränsen skulle skjutas och liket begravas "dybt i jorden paa samme Sted" och man fick icke röra vid liket eller kläderna med händerna utan "med Stænger at fremvælte" det i graven. Att stoppa alla potentiellt pestsjuka på detta sätt var en plikt och människor som bodde nära gränsen mot Sverige blev pålagda att flytta en halvmil in i landet.
Det var drastiska tilltag, men de bidrog till att pestepidemin begränsades till Köpenhamn och Helsingör och den norska befolkningen slapp undan.

### Modern tid
Sedan år 1897 finns det vaccin mot pesten som ger visst skydd. Den går även att bota med antibiotika, om den sätts in tidigt.